# Thespesia beata
Thespesia beata är en malvaväxtart som först beskrevs av Frederick Lewis Lewton, och fick sitt nu gällande namn av J. B. Hutchinson. Thespesia beata ingår i släktet Thespesia och familjen malvaväxter. Inga underarter finns listade i Catalogue of Life.